# Jean-Baptiste Desmarets de Maillebois
Pour les articles homonymes, voir Desmarets et Maillebois (homonymie).
Jean-Baptiste François Desmarets, marquis de Maillebois, dit le maréchal de Maillebois, né le 5 mai 1682 à Paris et mort le 7 février 1762, est un officier général français du XVIIIe siècle, élevé à la dignité de maréchal de France en 1741.

## Biographie
Il commence sa carrière sous le commandement du maréchal de Villars pendant la guerre de Succession d'Espagne (1701-1708).
Mestre de camp du régiment de Touraine le 28 février 1703, il reçoit, durant le siège de Turin (1706), une blessure considérable et est presque enterré sous les décombres d'une mine. Il devient brigadier le 19 septembre 1708.
Il devient maître de la garde-robe du roi en 1712, lieutenant général du Languedoc en 1713.
Le 8 mars 1718, il est promu maréchal de camp. Il est nommé gouverneur de Saint-Omer en 1723 et fait chevalier de l'Ordre du Saint-Esprit en 1724.[réf. nécessaire]
Il est lieutenant général le 22 décembre 1731.
En 1739, il est envoyé en Corse pour aider Gênes à réprimer la rébellion en cours ; à la fin de l'année, l'île est à peu près soumise.
 Il reçoit en récompense le bâton de maréchal de France le 11 février 1741.
Pendant la guerre de Succession d'Autriche (1740-1748), tandis qu'une armée française avance en direction de Vienne (puis Prague), le maréchal de Maillebois intervient en Westphalie afin de neutraliser les Hollandais et les Anglo-Hanovriens. Le 28 octobre 1741, le roi d'Angleterre et électeur de Hanovre George II renonce à entrer en campagne et signe une convention établissant que le Hanovre restera neutre dans le conflit.[réf. nécessaire]
De nouveau envoyé en Italie en 1745 pour soutenir l'infant d'Espagne don Philippe, Maillebois bat les Autrichiens à Bassignana. Mais attaqué ensuite par des forces supérieures, il ne peut garder le Milanais. En effet, le 16 juin 1746, les troupes espagnoles et françaises commandées par lui sont battues à Plaisance par les Piémontais et les Autrichiens. Les Français et les Espagnols, qui occupent la plaine du Pô, doivent se replier et les Autrichiens arrivent même en Provence. Cependant, le 12 août 1746, Maillebois défait des troupes autrichiennes à Rottofreno.
En 1748, il est nommé gouverneur de l'Alsace.
Il prit le titre de marquis des Angloys[réf. nécessaire].
En 1731, il vendit la seigneurie de Bourbonne à Madame de Chartraire qui la transmettra à François Gabriel Bénigné de Chartraire, président du parlement de Dijon[réf. nécessaire].

## Mariage et descendance
Il avait épousé en janvier 1713 Louise Marie Emmanuelle de Tourzel d'Alègre (°1692), fille d'Yves d'Alègre, marquis de Tourzel, maréchal de France, et de Jeanne Françoise Garaud. En octobre 1750, elle devient dame de Mesdames Victoire, Sophie et Louise de France. Ils eurent pour enfants :
- Yves Marie Desmarets de Maillebois (1715-1791), lieutenant général des armées du roi ;
- Françoise Nicole Desmarets de Maillebois, religieuse de l'ordre du calvaire près de Tours ;
- Marie Louise Desmarets de Maillebois, religieuse au même monastère ;
- Marguerite Henriette Desmarets de Maillebois(° 11 mai 1721, Paris - † 8 août 1783, Paris) qui épousa en 1741 Louis II du Bouchet de Sourches, marquis de Sourches, comte de Montsoreau, lieutenant général, grand prévôt de France.

## Armoiries
| Figure | Blasonnement |
|        | Armes du marquis de Maillebois Selon Jean-Baptiste RietstapD'azur, à un senestrochère d'argent, mouvant du flanc, tenant trois lis du même sur une seule tige. Selon le père AnselmeD'azur, à un dextrochère d'argent, mouvant du flanc, tenant trois fleurs du même. |